# Hazeus otakii
Hazeus otakii är en fiskart som beskrevs av Jordan och Snyder, 1901. Hazeus otakii ingår i släktet Hazeus och familjen smörbultsfiskar. Inga underarter finns listade i Catalogue of Life.